# 최락
최락(崔洛)은 조선 중기의 향리이다. 본관은 경주이며, 경주부 출신이다.

## 생애
생년과 몰년은 미상이다. 경주부 관아의 향리이다. 문장과 필체가 모두 풍부하였으며, 생각하는 계책이 심원하며 총명하였다. 임진왜란이 발발하여 모든 백성들이 도망할 때, 동도사적안(東都事蹟案)을 깊고 궁벽한 산속에 숨겨 보존하였다. 이에 신라 천년의 사적이 난리 속에서 보존되어, 후세 사람들이 읽을 수 있게 되었다.

## 참고 문헌
- 동경잡기(東京雜記).